# New Wave (Irã)
New Wave foi um movimento cinematográfico no Irã que surgiu em meados da década de 1960 e revolucionou o cinema do país, quase sempre criticando a cultura radical muçulmana e apoiando religiões menos radicais como a católica. O movimento exerce grande influência sob o Neorrealismo italiano e a Nouvelle vague francesa. Os cineastas do movimento propunham um cinema de autor como nos dois movimentos acima. Os principais temas abordados são os direitos da mulher, a opressão, a pobreza e o suicídio, o medo da morte. Esse filmes eram oposicionistas do estilo comercial, porém com a censura estes filmes foram proibidos e alguns cineastas foram mortos ou presos, como é o caso de Jafar Panahi, ou tiveram de fugir para outros países, como é o caso de Abbas Kiarostami e Mohsen Makhmalbaf.
Os cineastas do movimento geralmente eram na política centristas. Os filmes da New Wave procuram abordar temas como a família e as realidades do país, além da entrada no íntimo e filosófico dos personagens e a agonia do ser humano, temas presentes principalmente na obra de Mohsen Makhmalbaf. Outra característica é o estilo de documentário herdado do cinema verdade de Dziga Vertov, sem a ficção presente em Hollywood. Esses filmes geralmente, não agradam a maioria, mas cinéfilos e algumas pessoas com senso crítico avançado veem o cinema iraniano atual como uma ótima fonte cultural.
Sabe-se que cada cineasta do movimento tem uma característica diferente de dirigir. Por exemplo, Makhmalbaf prefere entrar no íntimo dos personagens e as agonias do ser humano, já Panahi e Majid Majidi, preferem mostrar o lado ingênuo das coisas com personagens principais quase sempre crianças. E Kiarostami faz um cinema intelectualizado e complexo, mostrando as dificuldades das classes menos favoráveis do país e o lado rural das coisas, e até mesmo urbano. Procura sempre fazer filmes de baixo custo e com sinopse em lugares simples como um carro em Dez.
Geralmente os filmes iranianos deste gênero negam o "artificialismo" das grandes produções. Geralmente, usa-se técnicas como a montagem paralela nestes filmes e o cinema intelectualizado. Como no caso de Um Instante de Inocência, onde uma flor e um vaso de flor são fundamentais para a trama do filme.

## Filmes mais famosos do movimento
- O Sabor da Cereja
- Dez
- O Ciclista
- Salve o Cinema
- Um Instante de Inocência
- O Vento nos Levará
- O Círculo
- O Balão Branco
- A Maçã
- A Cor do Paraíso
- Filhos do Paraíso
- O Silêncio

## Cineastas
- Mohsen Makhmalbaf
- Abbas Kiarostami
- Majid Majidi
- Jafar Panahi
- Samira Makhmalbaf
- Ashgar Farhadi

## Atores
- Behzad Dorani
- Mania Akbari
- Mohsen Makhmalbaf
- Moharram Zaynalzadeh